# Iglesia de Santo Tomás (Segovia)
La iglesia de Santo Tomás Apóstol es un edificio de culto católico situado junto al Paseo de Ezequiel González, en el barrio de su mismo nombre, de la ciudad de Segovia, en la comunidad autónoma de Castilla y León.
En sus proximidades se encontraba también Villa Estrella, una edificación de 1925 de estilo regionalista de montaña, que fue demolido con polémica en abril de 2023.

## Edificación
La Iglesia de Santo Tomás fue construida a principios del siglo XIII, poco después de la de San Millán.
Se trata de un edificio de una sola nave, con ábside semicircular, cornisa, dos baquetones y una ventana decorada, todo semi-oculto o desfigurado por nuevas construcciones. La portada del norte se halla embebida dentro de una construcción anexa. Fue la puerta principal.
La referencia más antigua que se ha encontrado es la donación de una casa a la iglesia de "Santo Thomé", el 15 de diciembre de 1493.
En 1549 se hicieron los soportales nuevos que estaban situados en la portada norte. Fueron hechos por Llorente de San Antón. En 1578 Francisco Hernández enlosó el presbiterio y el contorno de la pila bautismal y el portal.
En los años 1580-81 y 1582 se hizo una de las reformas más importantes. Ferrera de la Fuente hizo la traza de la Iglesia y las de la torre de Pedro de Brizuela en 1605.
La puerta la hizo Jacinto de Adeba en 1644 y se puso la vidriera de la tribuna.
En 1765 se elevaron las paredes laterales (Eliseo Barba), se hizo la bóveda de cañón y se dio de yeso con estuco. Se completó la obra en 1793 cuando se hizo el recinto actual del atrio por el maestro Gregorio Casado, con una pared desde la sacristía hasta la puerta del Perdón, se arregló el recinto y se hicieron las escaleras desde la calle de la "caída del agua".
Con motivo de la orden de Carlos III prohibiendo el enterramiento en las iglesias, en 1833 se acordó embaldosar nuevamente la iglesia. Se hizo bajo la dirección del arquitecto Juan Alzaga. También se reedificó la puerta del Perdón. Mientras duraron las obras, el culto se celebró en la iglesia del Convento de la Santísima Trinidad (estaba en la actual plaza de José Zorrilla), entonces ya sin comunidad.
En 1847 se demolió la casa que estaba junto a la iglesia y se hizo un cobertizo (que fue el centro parroquial) para guardar los trastos y alfombras de la iglesia. En 1849 se hicieron obras para blanquear el interior, exterior y torre de la iglesia.

## Interior

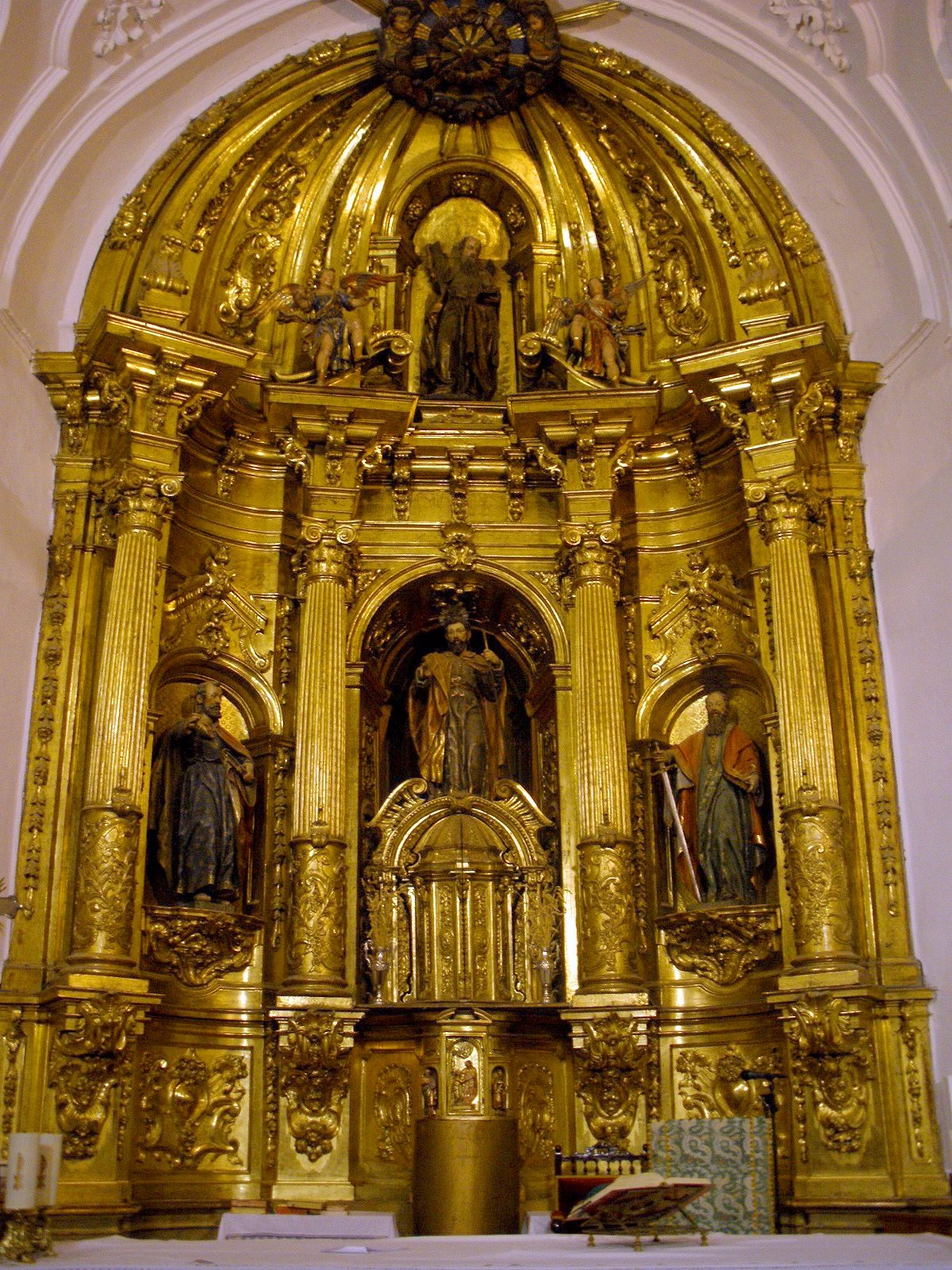
Interior

El altar y retablo mayor se montó en 1760 y fue hecho por los maestros ensambladores Pedro Riego y Clemente Suárez. En el centro se ve la imagen de Santo Tomás; a la izquierda San Pedro y a la derecha San Pablo.
La corona del altar mayor se remata con un anillo con sus ráfagas y golpes de adornos y serafines. Posteriormente, sobre 1773 Lorenzo Villa dora y pinta el retablo.
Antes del presbiterio hay un retablo a cada lado. El de la izquierda es el del Santo Cristo y a la derecha está el de la Virgen del Rosario.
Entre los cuadros que posee la iglesia destaca el Cuadro de Santo Tomás, un óleo sobre tabla, copia de un Sánchez Coello hecha por Alonso de Herrera. El original se halla en la Catedral de Segovia.